# سوسة الفول
سوسة الفول ( Bruchus rufimanus ) أو خنفساء الفول الكبيرة هو حشرة من نوع السوسيات (حوالي 36نوع) ، و من عائلة خنفسيات النبات Chrysomelidae ، و من رتبة غمديات الأجنحة.
تنمو يرقاتها داخل حبوب الفول و الفويلة و تظهر بصورة جلية ومٌنفٍّرة بعد جفاف هذه الحبوب من خلال وجودها أو من خلال النخور التي تركتها بعد طيرانها، مما يجعلها مرفوضة وحتى غير صالحة للاستهلاك.
هذا النوع من الحشرات قريب من أنواع السوسيلت الأخرى وخاصة سوسة البازلاء ولكنه حياته مرتبطة بشكل اساسي على حبوب الفول .

## الوصف
سوسة الفول هي حشرة صغيرة بطول 4 إلى 5 مم بلون اسود أو ما يقاربه.

## تطورها الحياتي
تتضمن دورة حياة هذا النوع جيلًا سنويًا واحدًا فقط.
تضع حشرة سوس الفول البالغة بيضتها على سطح قرون الفول في الربيع (أواخر ماي وأوائل جوان) في المناطق المعتدلة في نصف الكرة الشمالي).
وبمجرد ان تفقس بيوض هذه الحشرة، تتسلل اليرقات الدقيقة إلى داخل القرون ثم إلى داخل الحبوب حيث تستمر في التطور لمدة ثلاثة أشهر.
تقوم هذه اليرقات بالحفر في الحبوب الخضراء قبل ان تتحوّر (تتحول إلى حورية أو عذراء) ثم إلى حشرات.
في معظم الأحيان تبقى الحشرات في الحبوب التي جفّت حتى الربيع التالي ثم تخرج إلى الهواء الطلق ومنه إلى حقول الفول .

## اضرارها
لا تتسبب الحشرات البالغة التي تعيش بضعة أيام فقط في أضرار واضحة على نبات الفول، على عكس حشرة أرق الفول الأسود ، لانها تتغذى على حبوب الطلع.
و لكن تسلل اليرقات إلى داخل حبوب الفول، والتي يمكن التأكد منها من خلال الفتحة الدائرية المرئية على سطح الحبة، تٌنفّر اغلب الناس وتجعلها مرفوضة من طرف المستهلكين اوغير صالحة للاستهلاك البشري حسب قوانين التجارة، مما يتسبب في أضرار معينة للمنتجين وللتجار و للمٌحوّلين للفول (الفوالة ومطاعم الفول ) .
رغم ذلك فان الطبقات الفقيرة وخاصة في الأرياف لا يتوانون في غمر الفول المصاب بالسوس في الماء لإغراقه ثم خروجه وطفوه ثم جمعه ورميه و طبخ الفول حتى وان بقي فيه هذا السوس والذي سيظهر حتما في المرق .

## وسائل المكافحة
يمكن مكافحة سوس الفول بالمبيدات الحشرية، ولكن هذه المبيدات فعالة فقط ضد الحشرات البالغة وليس البيوض ولا تتغلل إلى داخل القرون وبالتالي لا تؤثر اطلاقا على اليرقات، ولذلك فمن الضروري معالجة المحاصيل، مرة واحدة أو أكثر بمجرد أن تبدأ القرون في التكون حتى لا تبيض الحشرات البالغة عليها .
و بما ان الحشرات البالغة متحركة كثيرا، فمن الضروري معالجة جميع القطع المزروعة في منطقة معينة في وقت واحد حتى لا تعود الحشرات اليها من اقرب قطعة زراعية غير معالجة.